# La Chair et le Sang (film)
Pour les articles homonymes, voir Flesh and Blood.
Cet article concerne le film de Paul Verhoeven. Pour le roman de François Mauriac, voir La Chair et le Sang (roman).
Pour plus de détails, voir Fiche technique et Distribution.
La Chair et le Sang (Flesh and Blood) est un film hispano-néerlandais co-écrit et réalisé par Paul Verhoeven et sorti en 1985.
Tourné en Espagne, le film met en scène l'acteur fétiche du réalisateur, son compatriote Rutger Hauer accompagné de l'américaine Jennifer Jason Leigh et de l'australien Tom Burlinson. L'histoire a lieu en Europe de l'Ouest en 1501, durant le passage entre le Moyen Âge tardif et l'époque moderne et s'inspire des grandes compagnies. Le film constitue une charnière pour le réalisateur entre sa période hollandaise et sa période américaine pendant laquelle il tournera des grosses productions pour Hollywood. Œuvre majeure du « médiéval réaliste », ce film est considéré comme un précurseur de la série télévisée Game of Thrones.

## Synopsis
En 1501, en Europe de l'Ouest, le seigneur Arnolfini utilise une bande de Reislaüfer dirigée par Martin pour reconquérir ses terres en leur promettant le droit de pillage. Une fois le château repris, Arnolfini trahit sa promesse en récupérant le butin et en chassant les pillards. Les mercenaires décident de se venger plus tard en attaquant le convoi d'Arnolfini, de son fils Steven et de sa promise, la belle Agnès. Agnès se trouvant dans un chariot volé par les mercenaires, elle devient leur prisonnière, subissant le viol de leur chef, Martin. Ils prennent d'assaut un château et en font leur lieu de résidence. Une étrange relation va s'ensuivre entre Agnès et Martin. Steven, féru de sciences et admirateur de Léonard de Vinci, venu libérer Agnès se retrouve également prisonnier. Le capitaine Hawkwood, l'ex-capitaine d'Arnolfini, qui mène le siège, envoie un cadavre de chien contaminé par la peste, la maladie décime les mercenaires. Arnolfini peut alors attaquer la forteresse et délivrer son fils et Agnès. Martin est le seul survivant du massacre, il regarde s'éloigner celle qu'il aimait.

## Fiche technique
Sauf indication contraire, les informations mentionnées dans cette section peuvent être confirmées par la base de données cinématographiques IMDb,  présente dans la section « Liens externes ».
- Titre original anglophone : Flesh and Blood (également typographié Flesh+Blood)
- Titre original hispanophone : Los señores del acero
- Titre français : La Chair et le Sang
- Titre espagnol : Los señores del acero (Espagne) ou Carne y sangre (Mexique)
- Réalisation : Paul Verhoeven
- Scénario : Gerard Soeteman et Paul Verhoeven, d'après une histoire de Gerard Soeteman
- Musique : Basil Poledouris
- Photographie : Jan de Bont
- Montage : Ine Schenkkan
- Direction artistique : Félix Murcia
- Costumes : Yvonne Blake
- Coach linguistique : Robert Easton
- Création de l'affiche : Renato Casaro
- Production : José Antonio Sainz de Vicuña et Gijs Versluys
- Sociétés de production : Riverside Pictures, en coproduction avec Impala
- Sociétés de distribution : 20th Century Fox (France), Cannon Tuschinski Film Distribution (Pays-Bas), Orion Pictures (États-Unis)
- Pays de production :  Espagne,  Pays-Bas
- Langues originales : anglais et plus secondairement latin
- Format : couleurs - 35 mm - 2,39:1 (Technovision anamorphosé) - Dolby (stéréo)
- Genre : aventures, drame, historique
- Durée : 128 minutes
- Budget : 7 500 000 $[2]
- Dates de sortie :
  - États-Unis : 10 juin 1985 (festival international du film de Seattle) ; 30 août 1985 (sortie nationale)
  - Pays-Bas : 12 septembre 1985
  - France : 2 octobre 1985
- Date de sortie en DVD en France : réédition en coffret collector en avril 2022[3]
- Classification[4] :
  - États-Unis : R
  - France : interdit aux moins de 12 ans
  - Pays-Bas : interdit aux moins de 16 ans

## Distribution
- Rutger Hauer (VF : Bernard Woringer) : Martin
- Jennifer Jason Leigh (VF : Séverine Morisot) : Agnès
- Tom Burlinson (VF : Éric Legrand) : Steven
- Jack Thompson (VF : Raoul Delfosse) : le capitaine Hawkwood
- Fernando Hilbeck (VF : Bernard Dhéran) : Arnolfini
- Susan Tyrrell (VF : Annie Balestra) : Céline
- Ronald Lacey (VF : Georges Riquier) : le cardinal
- Brion James (VF : Bernard Tixier) : Karsthans
- John Dennis Johnston (VF : Jean-Claude Robbe) : Summer
- Simón Andreu (VF : Michel Derain) : Miel
- Bruno Kirby (VF : Jean-Luc Kayser) : Orbec
- Kitty Courbois : Anna
- Marina Saura (VF : Anne Jolivet) : Polly
- Hans Veerman : le père George
- Jake Wood (VF : Jackie Berger) : Little John
- Héctor Alterio : Niccolo
- Blanca Marsillach : Clara
- Nancy Cartwright : Kathleen
- Jorge Bosso (VF : Michel Vocoret) : Sterz
- Mario De Barros : Herman
- Ida Bons : Roly Poly
- Siobhan Hayes (VF : Jackie Berger) : une fille du château
- Anne Lockhart : une femme (non créditée).

## Production

### Genèse et développement
Les bases de l'histoire étaient écrites en 1969-1970 pendant la série télévisée Floris (série réalisée par Paul Verhoeven et scénarisée par Gerard Soeteman). Gerard Soeteman, le scénariste également historien, est passionné par cette période de l'histoire, il a donc pour les besoins du scénario accumulé beaucoup de documents. Il s'est inspiré d'un ouvrage de référence de l'historien Johan Huizinga, L'Automne du Moyen Âge, pour situer son histoire entre deux époques, la fin du Moyen Âge et le début de la Renaissance. Le film s'appuie également grandement sur l'histoire du hollandais Jean de Leyde qui s'était emparé de la ville de Münster pour en faire une espèce de régime communiste avant la lettre avec polygamie légalisée, cet épisode de l'histoire allemande est connue sous le nom de révolte de Münster. Le film devait s'appeler Les Bouchers de Dieu. La religion est très présente dans le film avec le culte des saints, ici Saint Martin qui accompagne et guide les mercenaires.
Pour préparer le film, Verhoeven a surtout visionné les films Alexandre Nevski (1938) et Ivan le Terrible (1944) du soviétique Sergueï Eisenstein et Conan le Barbare de l'américain John Milius (sorti en 1982 et mis en musique par le même compositeur que pour La Chair et le Sang, Basil Poledouris)

### Choix de la distribution
La distribution est très largement internationale. Parmi les acteurs principaux, Rutger Hauer est néerlandais, Jennifer Jason Leigh et Susan Tyrrell américaines, Tom Burlinson et Jack Thompson australiens, Fernando Hilbeck et Simón Andreu espagnols, et Ronald Lacey britannique.
Paul Verhoeven retrouve son compatriote et acteur fétiche Rutger Hauer, qu'il dirige pour la cinquième fois après Turkish Délices, Katie Tippel, Le Choix du destin et Spetters. Il s'agit toutefois de leur dernière collaboration au cinéma.
Le premier rôle féminin revient à Jennifer Jason Leigh, alors âgée de 23 ans, dont la carrière au cinéma est encore naissante. Un contrat avec The Ladd Company qui suggère Nastassja Kinski, mais le réalisateur s'oppose au choix trouvant l'actrice trop forte, trop adulte. Demi Moore passe des essais pour le rôle mais c'est finalement Jennifer Jason Leigh qui obtient le rôle. Paul Verhoeven dira d'elle qu'« est une actrice très intéressante. Même si rétrospectivement, je ne suis pas sûr qu’elle s’accorde très bien avec Rutger ».
Jack Thompson, qui avait notamment été aperçu auparavant dans Furyo de Nagisa Ōshima, est engagé pour le rôle du capitaine Hawkwood. Le nom de ce personnage fait évidemment penser au célèbre mercenaire John Hawkwood qui vécut au XIVe siècle. Paul Verhoeven a opté pour Thompson parce qu'il l'avait adoré dans Héros ou Salopards de Bruce Beresford.
Pour le rôle de Steven, l'Australien Tom Burlinson est choisi pour son look naïf et sa fraîcheur ; Tom Cruise avait été envisagé mais il n'était pas libre.

### Tournage

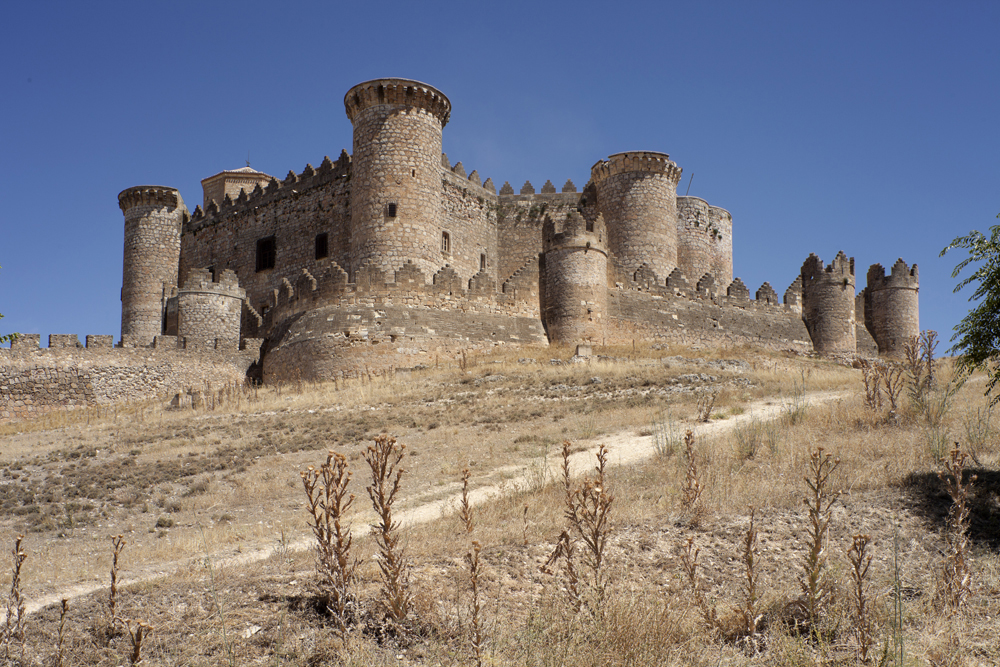
Le Château de Belmonte

Le tournage se déroule en mars 1984. La majorité des scènes extérieures est filmée au château de Belmonte dans la province de Cuenca (Castille-La Manche), ce lieu ayant déjà accueilli le tournage du Cid d'Anthony Mann. Le film est tourné également à Ávila (Castille-et-León) pour les remparts ainsi que dans les rues de Cáceres (Estrémadure).
Le tournage est éprouvant pour le réalisateur, qui le décrit comme le plus difficile de sa carrière en grande partie à cause du comportement de Rutger Hauer qui ne souhaitait pas faire le film en raison du rôle d'antihéros violent qui selon lui freinerait sa carrière aux États-Unis, et qui n'avait accepté qu'après insistance de son agent. Ainsi, l'acteur principal sape l'autorité du réalisateur, invitant les autres acteurs à en faire autant. De plus, Paul Verhoeven tourne son premier film en anglais et ceci en Espagne, ce qui ne facilite pas la communication : « le tournage peut être très douloureux, vous devez faire face au désaccord de beaucoup de gens, négocier sans cesse, ce qui m'est arrivé avec La Chair et le Sang que j'ai tourné en Espagne, où personne n'aimait quoi que soit ». Ces conditions expliquent la fin de la collaboration entre Verhoeven et Hauer à l'issue de ce long métrage.
Les conditions météorologiques furent épouvantables.
De l'avis de Rutger Hauer : « on bossait pour un studio, c’était en anglais, le lieu de tournage était exécrable, le film était dur ».

### Musique
Il s'agit de la première collaboration entre Paul Verhoeven et Basil Poledouris, collaboration renouvelée pour RoboCop (1987) et Starship Troopers (1997). La bande originale est éditée par le label Varèse Sarabande en 1985. Une réédition sort chez Intrada Records (en) aux États-Unis en 2010, puis en 2014 sur le label La-La Land Records. Les deux dernières éditions sont complètes (72 minutes) et les titres et durées sont :
1. Main Title (02:34)
2. Siege of the City (03:24)
3. The Noose (00:33)
4. A Rotten Trick (01:19)
5. Saint Martin (02:51)
6. Lesson in Nature (01:09)
7. Agnes and Kathleen (00:48)
8. Courtship and Mandrake (04:05)
9. Wagon Attack (02:38)
10. The Rape (02:40)
11. Martin's Withdrawal / The Pointer / The Castle (05:08)
12. Castle Invasion (02:02)
13. Feast for Martin (03:18)
14. Martin and Agnes Love Theme (01:24)
15. Rescue Me (00:52)
16. Night Fires (02:22)
17. The Box (05:26)
18. The Burning Wheel (01:00)
19. The Plague Dog (05:06)
20. Water / The Undoing (01:42)
21. Prepare for Battle (03:10)
22. Arnolfini Assault (05:49)
23. Denouement / End Title (07:45)
24. The Box (avec superposition de percussion) (05:26)

## Accueil

### Accueil critique
Paul Verhoeven estimera, plus tard, dans les Cahiers du cinéma que le film est plutôt un échec : « Une coproduction entre l'Europe et les États-Unis était un bon compromis : un film parlé en anglais mais sans quitter son pays, c'était un film européen qui essayait d'être américain. Et ça n'a pas marché : il n'est finalement ni américain ni européen ».
Jean Tulard estime, dans le Guide des films, qu'il s'agit d'« une œuvre étonnante par sa violence, nous restituant avec un faste combiné à un souci d'exactitude louable, les mœurs du début du XVIe siècle. La prise de la ville, le viol d'Agnès, la vie des mercenaires dans le château, la peste qui va les ronger sont autant de points forts de ce film plein de bruit et de fureur ». Jean Tulard compare le film aux romans historiques de Maurice Maindron, Paul Féval ou Michel Zévaco.
Philippe Ross, dans la La Revue du cinéma, écrit : « Cette épopée moyenâgeuse se distingue aisément des films hollywoodiens censés se dérouler à la même époque. [...] La Chair et le Sang est une œuvre originale et étonnante où l'auteur parvient à nous restituer la barbarie et la sauvagerie d'une époque finissante, ses derniers soubresauts avant les raffinements délicats de la Renaissance ».
Pour Aurélien Ferenczi, dans Télérama : « Paul Verhoeven invente une fin de Moyen Age crépusculaire, où souiller la chair et répandre le sang sont les divertissements d’hommes sans foi ni loi, qui sentent confusément, à l’aube de la Renaissance, leurs valeurs s’écrouler. C’est un gigantesque livre d’images, un croisement du roman populaire (à la Zévaco) et de la peinture médiévale (à la Jérôme Bosch), avec épées, machines de guerre, viscères et bubons. Cette avalanche de cris et de tueries peut rendre légèrement nauséeux. Mais Paul Verhoeven possède un sacré talent de cinéaste et il a su donner vie à cet univers baroque avec une énergie rare. Il gagnait là son ticket d’entrée aux Etats-Unis ».
Pour Olivier Père sur Arte : « Le style picaresque, les détails triviaux, le sens de l’action et de la démesure, l’anarchisme politique et anticlérical renvoient au cinéma de Sergio Leone, Sam Peckinpah ou Robert Aldrich dont Paul Verhoeven est le meilleur et le plus direct héritier. Critiqué au moment de sa sortie en raison de ses excès de sexe et de violence La Chair et le Sang a depuis gagné son statut mérité de chef-d'œuvre. Il s’impose sans conteste comme l’un des meilleurs films d’aventures historiques jamais réalisés ».

### Distinctions
La Chair et le Sang film obtient le Veau d'or du meilleur film et le Veau d'or du meilleur réalisateur lors du Festival du cinéma néerlandais d'Utrecht en 1985. Il est ensuite sélectionné en compétition lors du festival Fantasporto en 1986.

## Analyse
Pour Olivier Père, le film se trouve « dans les marges de l’heroic fantasy mise au goût du jour trois ans plus tôt par Conan le barbare de John Milius, Verhoeven revisite un genre hollywoodien – le film d’aventures historiques, avec Les Vikings de Richard Fleischer comme référence ultime – mais à sa manière... Il est aussi permis d’envisager La Chair et le Sang comme une version médiévale de La Horde sauvage de Sam Peckinpah. »

## Postérité
Le personnage incarné par Rutger Hauer a inspiré le héros du manga, Guts, dans Berserk du dessinateur japonais Kentarō Miura.